# Aspidoglossum interruptum
Aspidoglossum interruptum là một loài thực vật có hoa trong họ La bố ma. Loài này được (E.Mey.) Bullock mô tả khoa học đầu tiên năm 1952.